# Luigi Miraglia (militare)
Luigi Miraglia (Roma, 6 novembre 1876 – Roma, 11 marzo 1972) è stato un ammiraglio e politico italiano.

## Biografia
Nasce nel 1876 ed è il primo dei tre figli del commendatore Nicola Miraglia, sposatosi quello stesso anno con la contessa Elena Mazzarini. Suo padre Nicola è un burocrate amministrativo del Regno d'Italia che dopo aver lavorato per il Ministero dell'Agricoltura, Industria e Commercio e svolto le funzioni di deputato nella XVIII e XIX Legislatura, rinuncia ad entrambe le cariche per dirigere il Banco di Napoli e salvarlo dal fallimento imminente; tale attività lo impegnerà per il resto della vita ma porterà l'istituto di emissione napoletano ad un bilancio in attivo e all'apertura di filiali all'estero. Sua madre, originaria di Lugo, cittadina dell'Emilia Romagna, è discendente dell'antica famiglia nobiliare degli Zauli di Baccagnano in Faenza. Negli anni successivi nasceranno i fratelli Egidio e Giuseppe.
Luigi entra all'Accademia Navale il 23 ottobre 1890 che non ha ancora compiuto quattordici anni. Nel 1894 con la Regia Marina partecipa alla campagna d'Africa Orientale scaturita da una controversia con Menelik II, imperatore d'Abissinia, sul trattato di Uccialli che dovrebbe implicare, da parte etiopica, l'accettazione del protettorato italiano. Nel 1904 è inserito nel corpo di spedizione italiano in Cina. Negli anni 1915–1918 del coinvolgimento italiano e in qualità di militare di carriera è parte attiva del primo conflitto mondiale. Una tragedia funesta la sua vita familiare il 21 dicembre 1915, giorno in cui muore l'ultimo dei suoi fratelli che, come lui, ha seguito la carriera militare nella Regia Marina e ha anche conseguito il brevetto di pilota aereo: si tratta del tenente di vascello Giuseppe Miraglia, morto in un incidente mentre collauda un nuovo idrovolante. In quel momento è a Valona e presenzierà a Venezia solo tre giorni dopo per il solenne funerale in cui partecipano ammiragli, generali, ufficiali e Gabriele D'Annunzio. Raggiunge l'apice della carriera come aiutante di campo generale effettivo di SM il re Vittorio Emanuele III, nel periodo tra il 23 marzo 1931 e il 11 gennaio 1934 e, ancora nella Regia Marina, il 18 aprile 1935 col grado di ammiraglio di squadra. Per ordine del sottosegretario di Stato per la Marina, ammiraglio Domenico Cavagnari, nel 1934 è iscritto al Partito Nazionale Fascista. Nell'anno di inizio del secondo conflitto mondiale, nei confronti del quale l'Italia è ancora neutrale, è proposto senatore dal Ministero della Marina ed è nominato tale il 25 marzo 1939 nella XXX legislatura del Regno d'Italia, ultima della serie.
Il 17 aprile 1939 entra a far parte della Commissione per il giudizio dell'Alta Corte di Giustizia e della Commissione degli Affari dell'Africa Italiana, alla quale partecipa una decina di volte, pur tuttavia senza prendere la parola, restando in carica fino alla caduta del fascismo, più esattamente al 5 agosto 1943. Frequenta raramente l'aula del Senato poiché nel 1939 e fino alla cessazione del servizio, quello stesso anno per sopraggiunti limiti d'età, è assorbito dalle cure del Comando in Capo di Napoli, città dove risiede, in quell'epoca laboriosissimo per i ripetuti allarmi, mobilitazioni e riviste; nel 1940, perché sofferente d'infermità, trascurata negli anni di servizio attivo e culminata con un atto operatorio a lunga degenza in clinica. A causa dei suoi impegni politici ma soprattutto per la fama di antifascista è preferito ad altri ufficiali ammiragli nel richiamo in servizio alle operazioni militari della seconda guerra mondiale, il che lo infastidice non poco a causa delle induzioni, poco favorevoli professionalmente, che ne derivano; nel frattempo si è trasferito nella campagna della provincia aretina, a Porrena di Poppi. Rifiuta l'incarico di commissario straordinario della Lega Navale Italiana, nell'estate del 1942, poiché ritiene si sia trasformata in un organo di propaganda del partito fascista, così come rifiuta di giurare fedeltà alla neonata Repubblica Sociale Italiana nell'autunno del 1943. Ciò gli procura un mandato di cattura per il quale si renderà latitante dal dicembre di quell'anno fino all'aprile del 1944, quando sarà arrestato a Firenze dalla milizia fascista in seguito a delazione. Sottoposto a breve detenzione, in regime d'isolamento, nella città toscana, è confinato successivamente, dall'ufficio politico della RSI, a Cittadella, nella provincia di Padova, fino alla liberazione dell'Italia settentrionale.
Durante il periodo di detenzione e confino politico la milizia fascista gli sottrae beni e oggetti di valore che, dopo la liberazione, riuscirà a recuperare solo in minima parte. Nonostante tutto ciò, per le sue presunte collusioni col regime fascista è deferito all'Alta Corte di Giustizia per le sanzioni contro il Fascismo, in seguito alla denuncia dell'Alto Commissariato per le Sanzioni contro il Fascismo del 27 agosto 1945, con comunicazione all'interessato del 26 settembre 1945, ossia quando, una volta terminato il secondo conflitto mondiale, le forze alleate hanno già istituito un organo per l'epurazione del passato regime. La richiesta di decadenza dalla carica di senatore è respinta il 14 novembre 1945 in virtù delle deduzioni difensive dell'interessato intese a dimostrare la sua opera contraria al mantenimento del fascismo. Ritenuta però conclusa la sua carriera politica, oltre che militare, si ritira a vita privata nella sua villa ai Parioli di Roma, sua città natale, dove muore molto tempo dopo.

## Cariche e titoli
- Addetto navale all'Ambasciata italiana a Mosca (4 maggio 1924 – 26 giugno 1926)
- Aiutante di campo generale onorario di SM il re Vittorio Emanuele III (11 gennaio 1934)
- Vicepresidente del Consiglio Superiore di Marina (4 settembre 1936 – 23 maggio 1937)
- Presidente del Consiglio Superiore di Marina (24 maggio 1937 – 15 febbraio 1938)
- Membro ordinario del Comitato degli ammiragli (9 dicembre 1937)